# Elie Faure
Jacques Élie Faure (Sainte-Foy-la-Grande, 4. travnja 1873. – Pariz, 29. listopada 1937.), francuski esejist i povjesničar umjetnosti.
Najvažnije mu je djelo "Povijest umjetnosti" u kojem pored estetike naglašava i važnost trenutka u kojem je djelo nastalo.

## Važnija djela
- "Povijest umjetnosti" (Histoire de l’art; 1926. – 1927.)
- "Napoleon" (Napoléon; 1921.)
- "Duh oblika" (L'Esprit des formes; 1927.)